# Aktedrilus
Aktedrilus är ett släkte av ringmaskar. Aktedrilus ingår i familjen glattmaskar.

## Dottertaxa tillAktedrilus, i alfabetisk ordning[1][2]
- Aktedrilus arcticus
- Aktedrilus brevis
- Aktedrilus cavus
- Aktedrilus cuneus
- Aktedrilus curvipenis
- Aktedrilus dentatus
- Aktedrilus fissilis
- Aktedrilus floridensis
- Aktedrilus giboi
- Aktedrilus knoellneri
- Aktedrilus labeosus
- Aktedrilus leeuwinensis
- Aktedrilus locyi
- Aktedrilus longitubularis
- Aktedrilus magnus
- Aktedrilus martiniquensis
- Aktedrilus mediterraneus
- Aktedrilus monospermathecus
- Aktedrilus mortoni
- Aktedrilus oregonensis
- Aktedrilus paradentatus
- Aktedrilus parviprostatus
- Aktedrilus parvithecatus
- Aktedrilus parvulus
- Aktedrilus podeilema
- Aktedrilus ponticus
- Aktedrilus sardus
- Aktedrilus sinensis
- Aktedrilus sphaeropenis
- Aktedrilus svetlovi
- Aktedrilus triplex